# Rheomys
Rheomys is een geslacht van zoogdieren uit de familie van de Cricetidae. De wetenschappelijke naam van het geslacht werd in 1906 gepubliceerd door Oldfield Thomas.

## Soorten
Er worden 4 soorten in dit geslacht geplaatst:
- Rheomys mexicanus G. G. Goodwin, 1959
- Rheomys raptor E. A. Goldman, 1912
- Rheomys thomasi Dickey, 1928
- Rheomys underwoodi O. Thomas, 1906